# ロバート・シャップランド・カリュー
ロバート・シャップランド・カリュー（英語: Robert Shapland Carew、1752年6月20日 – 1829年3月29日）は、アイルランド王国出身の政治家。1776年から1800年までアイルランド庶民院議員を、1806年から1807年まで連合王国庶民院議員を務めた。

## 生涯
シャップランド・カリュー（1716年 – 1780年10月、ロバート・カリューの息子）と妻ドロシー（Dorothy、旧姓ドブソン（Dobson）、1784年ごろ没、アイザック・ドブソンの娘）の息子として、1752年6月20日に生まれ、23日に洗礼を受けた。1765年から1767年までイートン・カレッジで教育を受けた後、1769年にダブリン大学トリニティ・カレッジに、1772年にミドル・テンプルに進学した。
1776年から1800年までウォーターフォード・シティ選挙区の代表としてアイルランド庶民院議員を務めた。アイルランド庶民院ではグレートブリテン王国との合同に強く反対した。息子の初代カリュー男爵ロバート・シャップランド・カリューによれば、後に合同賛成に転じて、政府から叙爵を打診されたが、トーリー党政権からの褒賞だったことと、それまで合同に反対したことを理由として拒否したという。合同法の成立に伴い、ウォーターフォード選挙区の定数が1人に減らされ、カリューは連合王国庶民院におけるウォーターフォード代表を選ぶ投票で敗れて議席を失った。カリューははじめ議席の奪回を目指したが、後に自身の返り咲きを諦め、姉妹の夫にあたる初代準男爵サー・ジョン・ニューポートを支持した。
1806年イギリス総選挙ではカウンティ・ウェックスフォード選挙区から出馬した。カリューは同じくウェックスフォード県の地主であるジョン・コルクラウ（John Colclough）と手を組み、さらにグレンヴィル男爵内閣の支持も得たため、現職議員アベル・ラムを退けて当選した。連合王国庶民院では演説しなかったが、投票では常にグレンヴィル男爵内閣を支持した。そのため、ホイッグ党支持とされた。
1807年イギリス総選挙では健康上の理由により出馬せず、ウィリアム・コングリーヴ・アルコックを支持した。
1829年3月29日に死去、息子ロバート・シャップランドが遺産を継承した。

## 家族
1783年5月、アン・ピゴット（Anne Pigott、リチャード・ピゴットの娘）と結婚、1男3女をもうけた。
- ロバート・シャップランド（1787年3月9日 – 1892年6月6日） - 初代カリュー男爵[2]
- ドロシア（1865年1月3日没） - 1809年、庶民院議員リチャード・パワー（1775年? – 1834年3月12日）と結婚、子供あり[2][8]
- エリザベス・アン（1877年3月19日没） - 1814年、ウィリアム・ブラッカー（William Blacker）と結婚、子供あり[2]
- エレン（1867年11月13日没） - 生涯未婚[2]